# Кимхоанг

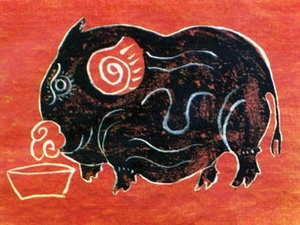
, один из сохранившихся экземпляров кимхоанг

Кимхоанг (Tranh Kim Hoàng, 幀金黃, чань ким хоанг) — жанр вьетнамского изобразительного искусства, раскрашенная ксилогравюра, появившаяся в деревне Кимхоанг, район Хоайдык, Ханой. В прошлом кимхоанг были популярным элементом празднования вьетнамского Нового года вместе с гравюрами донгхо и хангчонг, однако в середине XX века данная традиция исчезла, а несколько сохранившихся кимхоанг находятся в музеях.

## История
Кимхоанг появились в XVIII веке в правление династии Ле в одноимённой деревне, находящейся на территории Ханоя. Деревня Кимхоанг была одним из мест производства народных картин, вместе с другими деревнями: ханойской Хангчонг, бакниньской Донгхо и хюэской Синь. Кимхоанг получили популярность в XIX веке, однако традиция их изготовления понемногу приходила в упадок, и к середине XX века искусство создания кимхоанг было утрачено. Важную роль в их исчезновении сыграло наводнение 1915 года, уничтожившее почти все оригинальные гравюры.

## Темы и процесс создания

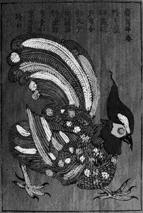
— чёрно-белая фотография кимхоанг

У кимхоанг много общих с донгхо тем: повседневные дела, животные и сверхъестественное. На каждой кимхоанг сверху в левом углу курсивом написан стих, посвящённый изображению. Популярные сюжеты кимхоанг — петухи и свиньи.
Гравюры кимхоанг более детализованы, чем донгхо; бумагу основы перед нанесением рисунка окрашивали жёлтой (giấy vàng tầu, зай ванг тау) или красной краской (giấy hồng điều, зай хонг дьеу). Все краски кимхоанг натуральные — тушь, белый гипс, киноварь, жёлтая гардения. Для закрепления красок их смешивают с клеем из буйволиной шкуры. Аналогично гравюрам хангчонг, при создании кимхоанг с печатной доски получали только контур, а внутреннюю часть закрашивали вручную, благодаря чему каждая гравюра получалась уникальной.